# IMFUFA
Institut for studierne af Matematik og Fysik samt deres funktioner i Undervisning, Forskning og Anvendelser (i daglig tale forkortet IMFUFA) eksisterede på Roskilde Universitet i perioden 1978-2006. Mellem 2007-2015 var det en del af Institut for Natur, Systemer og Modeller sammen med kemi og biologiske fag. Fra 2016 er det en del af Institut for Naturvidenskab og Miljø.
IMFUFA dækker også over en anskuelsesform på Matematik og Fysik, hvor disse fag betragtes i deres fulde helhed, herunder deres funktioner i undervisning, forskning og anvendelser samt de indbyrdes relationer der er mellem disse funktioner.
| Skole | Spire Denne artikel om en skole, en uddannelsesinstitution eller uddannelse er en spire som bør udbygges. Du er velkommen til at hjælpe Wikipedia ved at udvide den. |